# Frédéric Sy
| 858 El Djezaïr | 26 maggio 1916 |
| 859 Bouzaréah  | 2 ottobre 1916 |

Frédéric Sy (Parigi, 31 gennaio 1861 – Caluire-et-Cuire, 7 febbraio 1945) è stato un astronomo francese.
Ha lavorato tra il 1879 e il 1887 all'Osservatorio di Parigi e tra il 1887 e il 1918 all'Osservatorio di Algeri.
Il Minor Planet Center gli accredita la scoperta di due asteroidi, effettuate entrambe nel 1916.
Gli è stato dedicato l'asteroide 1714 Sy.